# Scelolyperus torquatus
Scelolyperus torquatus är en skalbaggsart som först beskrevs av J. L. Leconte 1884.  Scelolyperus torquatus ingår i släktet Scelolyperus och familjen bladbaggar. Inga underarter finns listade i Catalogue of Life.